# Staten van Limburg en de Landen van Overmaas

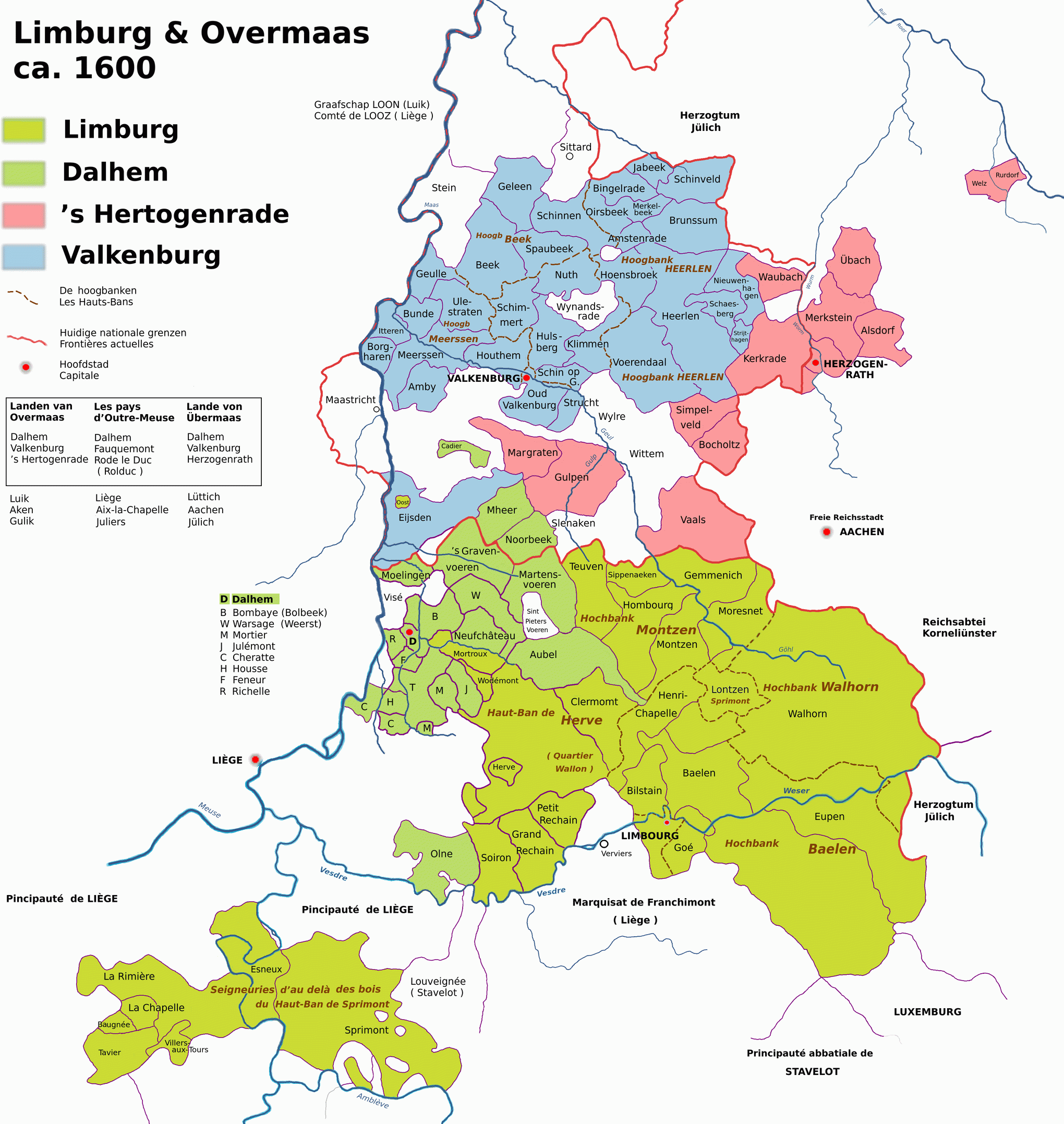
Het hertogdom Limburg en de Landen van Overmaas, ca. 1600

De Staten van Limburg en de Landen van Overmaas waren de gezamenlijke Staten van het hertogdom Limburg en de drie Landen van Overmaas, te weten het graafschap Dalhem, het Land van Valkenburg en het Land van 's-Hertogenrade.
In 1473 verenigden de Overmazers en de Limburgers hun Staten en vormden een gezamenlijke delegatie in de Staten-Generaal van de Nederlanden. De delegatie in Brussel bestond uit 13 afgevaardigden: 5 uit Limburg, 4 uit Valkenburg, 2 uit Dalhem en 2 uit 's-Hertogenrade.  Dit gewest werd daarom ook als een van de Zeventien Provinciën beschouwd, en later meestal alleen met de naam Limburg aangeduid.
Naast Limburg, Valkenburg, 's-Hertogenrade en Dalhem waren voorafgaand aan de zeventiende eeuw nog colleges afgevaardigd uit Sprimont, Kerpen en Lommersum, Wassenberg en Millen-Gangelt-Waldfeucht. Sinds 1598 waren van de geestelijkheid de abt van Rolduc, de abt van de Abdij van Godsdal en een vertegenwoordiger van het Akens Domkapittel afgevaardigd.
In 1661 werden de drie landen van Overmaas met het partagetraktaat gesplitst in een Spaans en een "Staats" (Republiek der Zeven Verenigde Nederlanden) deel. Staats-Overmaas had geen vertegenwoordiging in de Noordelijke Staten-Generaal maar werd rechtstreeks uit Den Haag bestuurd. De Spaanse en later Oostenrijkse Staten-Generaal kwamen tussen 1648 en 1794 maar één keer bijeen in Brussel.
De vergaderingen van de verzamelde Limburgse Staten vonden plaats in Limburg aan de Vesder, Hendrik-Kapelle en Klooster Hoogcruts
Een van de laatste activiteiten van de Staten was de aansluiting bij de onafhankelijkheidsverklaring van de Verenigde Nederlandse Staten op 8 maart 1790.  Met de inlijving in de Eerste Franse Republiek werden de Staten op 1 oktober 1795 opgeheven.